# Cyril Lionel Robert James
Cyril Lionel Robert James, né le 4 janvier 1901 à Tunapuna  et mort le 31 mai 1989 à Londres, est un intellectuel, théoricien marxiste et militant politique, originaire de Trinité-et-Tobago, colonie britannique des Antilles.
James commença à militer très tôt pour l'indépendance de son pays et défendit l'idée d'une fédération des Antilles britanniques - cette fédération vit le jour après l'indépendance, mais ne dura que quelques années. Il œuvra toute sa vie pour la révolution prolétarienne mondiale et pour la cause du panafricanisme. Il est l'auteur de nombreux ouvrages, dont une étude historique de la révolution de Saint-Domingue (Les Jacobins Noirs, 1938, traduite en français en 1949) et une pièce de théâtre sur la vie de Toussaint Louverture dans laquelle le chanteur et acteur noir américain Paul Robeson tint le rôle principal. Black Jacobins est souvent considéré, aux côtés de Capitalisme et esclavage (1944) de Eric Williams, comme l'un des ouvrages fondateurs de l'historiographie anti-impérialiste .
La collection C.L.R. James est inscrite au registre Mémoire du monde de l'UNESCO en 2005.

## Biographie
Les ancêtres de James étaient des esclaves. L’arrière-arrière-grand-père de James travaillait comme menuisier à Port-d'Espagne. Il rencontra une femme aussi esclave, la racheta et l'épousa. Ils eurent deux enfants, nés esclaves.
La grand-mère paternelle de James est née en 1846 après l’abolition de l'esclavage. Elle eut le privilège d'apprendre à lire et à écrire. Quant à ses grands-pères, paternels et maternels, ils avaient émigré à Trinidad depuis la Barbade et avaient exercé comme ouvriers qualifiés : l’un travaillait aux chaudières sur une plantation sucrière, l’autre était conducteur de locomotive pour la Trinidad Railway Company. Le père de James, prénommé Robert Alexander, était instituteur dans le petit village de Northtrace où le jeune C. L. R. passa de longues périodes de son enfance.
James avait deux grandes passions dans sa jeunesse : le cricket et la littérature. Il pratiqua le cricket, comme beaucoup de membres de sa famille. Son niveau était assez élevé pour susciter des espoirs de carrière sportive. Sa seconde passion était la littérature. Il empruntait les livres à sa mère, lectrice passionnée. Il se constitua une culture classique en se passionnant pour les classiques.
En 1910, James fut le plus jeune lauréat alors connu d’une bourse qui lui permit d'intégrer le Queen’s Royal College, institution fondée en 1859 sur le modèle des prestigieuses public schools anglaises. Sa scolarité fut difficile : en rébellion ouverte contre l’autorité scolaire, il mentait et trichait sans « aucun sentiment de honte ». Les études de James peuvent être considérées comme relevant d'une « éducation britannique »; elles peuvent être considérée comme une éducation de classe supérieure et l'avaient rendu, selon ses termes, « aveugle à la couleur ».
Au début des années 1920, il dispense des cours d'anglais au couvent Saint-Joseph à Port-d'Espagne. Une de ses étudiantes est la militante des droits des femmes Leonora Pujadas-McShine.
James quitte son pays natal en 1932 pour le Lancashire en Angleterre, où il aide son ami, le joueur de cricket antillais Learie Constantine (le futur Lord Constantine), à écrire ses mémoires. Il passe quelque temps en France puis part aux États-Unis en 1938, où il milite pour les droits des Noirs.
En 1953, en situation irrégulière, il est expulsé des États-Unis et part pour l'Angleterre. Il ne retourne aux États-Unis qu'en 1968, pour enseigner à l'université du District de Columbia.
En 1955, il épouse Selma Deitch.
James retourne à Trinidad en 1958, où il devient le rédacteur en chef de The Nation, le journal du People's National Movement du futur premier ministre, Eric Williams — un de ses anciens élèves et auteur d'un ouvrage historique important, Capitalism and Slavery (1964).
James passe les dernières années de sa vie en Angleterre, à Brixton, quartier de Londres célèbre pour sa communauté antillaise. Loin d'être oublié, il eut une influence considérable sur la jeune génération de militants de la cause noire et de l'extrême gauche[réf. nécessaire].

## Œuvre et engagements

### L'opposition de gauche
Bien avant son départ pour l’Angleterre, où il affirme son adhésion à la gauche et plus particulièrement au communisme, les premiers écrits de James montrent un intérêt particulier pour la condition des plus défavorisés. Dans sa nouvelle « Triumph » qui se déroule dans les barrack‑yards, quartiers pauvres de Trinité-et-Tobago, il raconte l’histoire de Mamitz, jeune femme noire, et de ses relations avec des hommes. Mamitz cherche celui qui saura lui offrir une meilleure condition. Cette nouvelle n’est pas la seule qui prenne place dans les barrack‑yards. Avec Pitch Lake et Black Fauns, James introduit un nouveau style dans la littérature antillaise, the barrack‑yard stories. Il intègre un groupe d’intellectuels anticolonialistes, The Beacon, et publie plusieurs articles dans la revue intitulée The Beacon magazine.
En 1932, il s'installe en Angleterre, dans le Lancashire, il côtoie de près les ouvriers de la ville «rouge» de Nelson et évolue rapidement vers la gauche. Séjournant à Paris pour mener des recherches pour son livre sur Toussaint Louverture, il est témoin des événements de février 1934, qui le convainquent que l'Internationale communiste sous Staline est une force contre-révolutionnaire.
D'abord membre du parti travailliste, il rejoint rapidement un petit groupe trotskiste, le Marxist Group, qui pratique l'entrisme dans l'Independent Labour Party. En 1937, il publie World Revolution, 1917-1936: The Rise and Fall of the Communist International, une étude remarquée, entre autres, par Léon Trotsky et George Orwell (lui-même pendant un temps membre de l'Independent Labour Party). Après avoir quitté l'ILP, le groupe de James fusionne en 1938 avec d'autres organisations pour former la «Revolutionary Socialist League».
Pendant ces années, il se fait remarquer en tant que défenseur des peuples colonisés. En 1935, il préside une association favorable à l'indépendance de l'Abyssinie (actuelle Éthiopie), alors envahie par l'Italie mussolinienne. Il est également actif au sein de l'«International African Service Bureau».

### La "question noire" aux États-Unis
En 1938, James part militer aux États-Unis et devient spécialiste de la « question noire » au sein du mouvement trotskiste (notamment via ses débats avec Léon Trotsky qu'il rencontre en avril 1939 sur ce thème). Bien qu'ayant toujours connu une certaine forme de racisme, de séparation entre les noirs et les blancs, James se rend rapidement compte de la spécificité de la question de la place des noirs dans la société américaine. Selon lui, à l'inverse des colonisés anglais comme les Indiens ou d'autres peuples d'Afrique qui réclament l'autodétermination, les noirs américains aspirent à s'intégrer et à devenir de vrais citoyens américains. Pour James, la question noire est subordonnée à la question de la lutte des classes : « Tant que la question de l’organisation politique indépendante des ouvriers n’est pas résolue, la question noire ne peut pas l’être ».
En avril 1940, il rompt avec le principal groupe trotskiste américain, le Socialist Workers Party (SWP) et adhère au Workers Party (WP) de Max Shachtman ; il forme la tendance Johnson-Forest avec Raya Dunayevskaya, ex-secrétaire de Trotsky. Il développe alors une version de la théorie selon laquelle l'Union soviétique n'est ni un « État ouvrier dégénéré » (position défendue par les trotskistes orthodoxes), ni un collectivisme bureaucratique, mais une forme de « capitalisme d'État », analyse qui avait été proposée initialement par Boris Souvarine dans sa biographie de Staline publiée en 1935 et dont James avait assuré la traduction en anglais en 1939. C'est aussi en 1940 que James commence à s'interroger sur la question de l'émancipation des femmes en compagnie de sa future seconde épouse, Constance Webb.
Jugeant le WP « de plus en plus imprégné par le "conservatisme" et le "pragmatisme" », le groupe de James réadhère au SWP en 1947. Trois ans plus tard, alors que le mouvement trotskiste international est en crise, la tendance Johnson-Forest critique la notion de parti d'avant-garde et affirme que « le "parti léniniste en 1950" doit être la pure "expression de la mobilisation prolétarienne de masse" ».
En 1969 James déclare au sujet des Black studies lors d'un débat au Federal City College : « Parler  de Black studies comme de quelque chose qui ne concerne que les Noirs est un déni absolu. C’est l’histoire de la civilisation occidentale. C’est l’histoire des Noirs et des Blancs. Dire que c’est un genre de problème ethnique est une bêtise monumentale. ». James se montre aussi critique contre ceux qui abuse du recours aux questions raciales : « Mettre l’accent uniquement sur l’aspect racial signifie abandonner le traitement de la question d’un côté aux libéraux qui ne voient que l’extension des Droits, de l’autre aux Musulmans, Black Muslims, qui ne voient que l’extension de la race. ».

### Le chroniqueur de cricket et l'historien de la littérature
Fait rare pour un militant léniniste, C.L.R. James est également connu pour ses écrits sur le cricket dans lesquels il mélange les références à l'histoire et à l'esthétique du cricket, à la lutte des classes, à l'histoire des peuples colonisés, à l'art, à la philosophie ainsi qu’à la littérature.
Dès son enfance James baigne dans l’univers du cricket. Son père, lui-même joueur, se voit contraint d’abandonner sa carrière de sportif pour subvenir aux besoins de sa famille. Mais cela n’empêche pas James de s’intéresser à ce sport. Petit, il suit les matchs qui ont lieu sur le terrain en face de chez lui, depuis la fenêtre de sa chambre, à Trinidad.
Dans les années 1930, James s’installe à Londres où il obtient un poste de chroniqueur sportif spécialisé dans le cricket, au journal britannique Manchester Guardian (devenu le Guardian).
En 1932, il part pour la ville de Nelson, dans le Lancashire où il retrouve son ami d’enfance, Learie Constantine, devenu joueur professionnel de cricket. Il l'aide à rédiger ses mémoires dans un ouvrage intitulé Cricket and I, qui sort en 1933.
En 1963, de retour à Trinidad, James publie Beyond a Boundary, un ouvrage abordant l’histoire sociale du cricket dans le monde britannique et les Caraïbes, dans lequel il associe réflexions sur le cricket, récits autobiographiques et portraits de joueurs anglais mais aussi antillais.
Si James porte autant d’intérêts au cricket, sport d’origine britannique, c’est notamment parce qu'il lui permet d’étudier et d’analyser les enjeux coloniaux présents à l’époque. D'après lui, les « rivalités de classe et de race étaient trop intenses. […] Ainsi, le terrain de cricket était une scène sur laquelle des individus sélectionnés jouaient des rôles représentatifs chargés d'une signification sociale ». Il explique également la notoriété du cricket dans les colonies par le fait que ce soit « un jeu de haute et difficile technique. S'il ne l'était pas, il ne pourrait pas porter la charge sociale et les implications qu'elle comporte ».
Par ailleurs, James affirme que c’est notamment ses travaux sur le cricket qui ont fait son éducation politique : « [celui-ci] m’a plongé dans la politique bien avant que j’en fusse conscient. Lorsque je me suis intéressé à la politique, je n’avais plus grand-chose à découvrir ».
James s’intéresse également à la littérature et est l’auteur de nombreuses œuvres littéraires engagées.
Dans les années 1920, il commence par écrire des nouvelles qui paraissent dans la presse puis, en 1928, il s’attelle à la rédaction de son unique roman, Minty Alley, qui ne sera publié qu’en 1936. Celui-ci retrace la vie d’un jeune intellectuel créole dans les quartiers populaires de Port-d'Espagne.
Il est également l'auteur d'une étude importante sur l'écrivain américain Herman Melville, écrite dans le but d'empêcher son expulsion des États-Unis, et de plusieurs articles sur l'œuvre de William Shakespeare.
Mais c’est avec sa pièce de théâtre sur Toussaint Louverture, qui sera représentée pour la première fois à Londres, en 1936, ainsi que son livre, Les Jacobins noirs, une étude sur la révolution haïtienne menée par des esclaves dans les années 1790, qui sort en 1938 que James acquiert une renommée internationale.

## Influence et postérité
Le rayonnement personnel et intellectuel de James aux Antilles britanniques, en Grande-Bretagne, aux États-Unis et en Afrique est considérable. À travers l'« International African Service Bureau » il retrouve un ami d'enfance, le communiste George Padmore, devenu l'un des théoriciens du mouvement panafricaniste, et rencontre Kwame Nkrumah, premier président du Ghana de 1960 à 1966 et leader du mouvement des pays non-alignés.
Il exerce une grande influence sur toute une génération de jeunes intellectuels aux Antilles et dans la diaspora antillaise comme Tim Hector (avec lequel, il anima brièvement l'« International Caribbean Service Bureau ») et l'historien et militant Walter Rodney. Ses écrits sur Toussaint Louverture inspirent le poète martiniquais Aimé Césaire, auteur lui-même d'une pièce de théâtre sur la révolution haïtienne, La Tragédie du roi Christophe (1963). Dans les années 1950, il collabore avec le philosophe Cornélius Castoriadis, fondateur de la revue Socialisme ou barbarie. Il est également proche de Daniel Guérin, l'auteur entre autres de Les Antilles décolonisées (1956).
Mais si la reconnaissance de James, de son vivant, est conséquente dans le monde anglophone et en Afrique, elle n’en est pas moins importante après sa mort puisqu’il fut nommé « figure intellectuelle majeure du XXe siècle ». Nombreuses sont ses œuvres qui sont rééditées a posteriori ainsi que les biographies et ouvrages théoriques qui lui sont consacrés.
Bien qu’en France cette production éditoriale ne soit pas aussi étoffée qu’en Afrique ou dans le monde anglophone, James fait l’objet d’une redécouverte depuis les années 2000. En 2005, la collection C.L.R. James, comprenant des documents réunis par James (correspondance, affiches, manuscrits...), entre au registre Mémoire du monde de l'UNESCO et en 2008, son ouvrage Les Jacobins noirs. Toussaint Louverture et la Révolution de Saint-Domingue est réédité en France, pour la première fois depuis de nombreuses années, par les éditions Amsterdam, au sein d’une collection sur « l’histoire atlantique ». Cet ouvrage est réédité en 2017 par la même maison.

## Œuvres
- Sur la question noire : La question noire aux États-Unis. 1935-1967, Paris, Syllepse, 2012.  (ISBN 978-2-84950-360-7)
- 1938 : Histoire des révoltes panafricaines, Paris, Editions Amsterdam, 2018.  (ISBN 978-2-35480-169-4)
- 1938 : Les Jacobins noirs. Toussaint Louverture et la révolution de Saint-Domingue, trad. française de Pierre Naville (1re éd. Gallimard, 1949), 2e éd. avec textes complémentaires, traduits par Claude Fivet-Demorel, Éditions caribéennes, 1983. Réédité en 2008 aux Éditions Amsterdam.
- 1953 : Marins, renégats & autres parias : L'histoire d'Herman Melville et le monde dans lequel nous vivons, Paris, Ypsilon, 2016.  (ISBN 978-2-35654-064-5)